# Vitesse in het seizoen 2025/26
Vitesse zou in het seizoen 2025/2026, onder voorbehoud van behoud van de proflicentie, uitkomen in de Eerste divisie en de KNVB Beker. Voorafgaand aan het seizoen werd de proflicentie ingetrokken, waarop Vitesse in beroep ging. Op 31 juli 2025 werd het beroep ongegrond verklaard. Vitesse ging op 7 augustus naar de rechter voor een laatste kans om de licentie terug te krijgen, maar verloor het kort geding een dag later en daarmee verdween de club uit het betaald voetbal.

## Voorbereiding

### Mei
- Op 23 mei werd bekendgemaakt dat de licentiecommissie van de KNVB de intentie heeft om de proflicentie van Vitesse in te trekken.[9]

### Juni
- Op 4 juni maakte Vitesse bekend dat er een overeenkomst getekend is met "CROP registeraccountants"; hiermee is één aan van de voorwaarden van de KNVB licentiecommissie voldaan.[10]
- Op 9 juni werden "Woolsocks – The Money App" en "Frank Energie" als nieuwe hoofdsponsoren gepresenteerd, met een overeenkomst voor drie seizoenen.[11]
- Op 10 juni werd bekendgemaakt dat Dane Murphy per direct aftreed als RvC-lid.[12]
- Op 21 juni werd bekendgemaakt dat "De Sterkhouders Vitesse Arnhem" overeenstemming hebben bereikt over de verwerving van de aandelen van Vitesse.[2] Overdracht van de zeggenschap is onder voorwaarde dat de licentiecommissie van de KNVB toestemming geeft.
- Op 23 juni maakte Vitesse bekend dat Rüdiger Rehm is aangesteld als nieuwe hoofdtrainer.[13]
- Op 29 juni vond de eerste training van het seizoen plaats.

### Juli
- Op 8 juli werd bekendgemaakt dat Timm Fahrion de technische staf versterkt als assistent-trainer.[14] Op dezelfde dag won Vitesse een oefenwedstrijd tegen Kaizer Chiefs met 2–1, waarbij de Vitesse-doelpunten werden gemaakt door Andy Visser en Dillan Solomons (eigen doelpunt).
- Op 9 juli werd bekendgemaakt dat Vitesse een straf van 12 minpunten krijgt, omdat een beroep tegen twee straffen uit april ongegrond is verklaard.[15]
- Op 10 juli werd bekendgemaakt dat de proflicentie van Vitesse per 11 juli wordt ingetrokken.[3] Vitesse geeft aan dat een beroep op het besluit in de lijn der verwachting ligt.[16]
- Op 12 juli speelde Vitesse een oefenwedstrijd tegen SV Rödinghausen met 0–0 gelijk.
- Op 16 juli won Vitesse een oefenwedstrijd tegen RSCA Futures met 4–1. De Vitesse-doelpunten werden gemaakt door Valon Zumberi (2x), Irakli Yegoian en een speler van RSCA Futures (eigen doelpunt).
- Op 18 juli maakte Vitesse bekend in beroep te zijn gegaan tegen het intrekken van de licentie.[4]
- Op 20 juli won Vitesse een oefenwedstrijd tegen MASV met 5–0 door doelpunten van Nino Zonneveld (2x), Dillon Hoogewerf (2x) en Giovanni van Zwam.
- Op 25 juli diende het hoger beroep met betrekking tot het intrekken van de licentie.[17] De uitspraak van de beroepscommissie licentiezaken wordt binnen een week verwacht.
- Op 26 juli verloor Vitesse een oefenwedstrijd tegen SV Wehen Wiesbaden met 0–4.
- Op 27 juli werd bekendgemaakt dat algemeen directeur a.i. Timo Braasch sinds 24 juli niet meer in functie is.[18][19]
- Op 31 juli werd het beroep tegen het intrekken van de licentie ongegrond verklaard, waardoor het verlies van de licentie definitief lijkt.[5] Vitesse overweegt een gang naar de rechter als laatste strohalm.[20]

### Augustus
- Op 1 augustus werd bekend dat Vitesse op 7 augustus bij de rechter voor een laatste kans gaat om de licentie terug te krijgen.[6]
- Op 3 augustus verloor Vitesse een oefenwedstrijd van 120 minuten tegen 1. FC Köln met 4–7. De Vitesse-doelpunten werden gemaakt door Dillon Hoogewerf, Irakli Yegoian, Tim van der Leij en Marcus Steffen.
- Op 7 augustus stond Vitesse voor een kort geding tegen de KNVB bij de voorzieningenrechter in Utrecht om het intrekken van de proflicentie te schorsen.[7] Dit is slechts twee dagen voor de oorspronkelijk geplande eerste competitiewedstrijd van Vitesse.
- Op 8 augustus heeft de rechtbank in Utrecht uitspraak gedaan: Vitesse verliest het kort geding en het intrekken van de proflicentie wordt dus niet geschorst.[8] Vitesse verdwijnt hiermee uit het betaald voetbal.

## Competitieseizoen

### Augustus
- Op 9 augustus zou Vitesse de eerste competitiewedstrijd van het seizoen in de Eerste divisie uit tegen Almere City FC hebben gespeeld. Door het verlies van het kort geding een dag eerder is deze wedstrijd definitief geschrapt.
- Op 11 augustus werd bekend dat de selectie gewoon zal (moeten) blijven trainen en dat de academie in principe gewoon op 14 augustus aan het nieuwe seizoen zal beginnen.[21][22] Een aantal van de selectie-spelers zal naar de KNVB arbitragecommissie stappen om hun contract te laten ontbinden, mocht Vitesse ze niet laten gaan.[23]
- Op 12 augustus vond er overleg tussen Vitesse en de KNVB plaats, over mogelijkheden in het amateurvoetbal en over de academie.[24] (Jeugd)spelers maken zich zorgen over hun toekomst.[25]
- Op 13 augustus werd bekend dat Vitesse-directeur Jaap Noltes aan het einde van de maand zal vertekken.[26] Noltes had dit besluit al een tijd eerder genomen maar hield het stil in het kader van het proces rond licentiebehoud. Ook hoofd opleidingen Michael Jansen vertrekt.[27]
- Op 14 augustus werd bekend dat selectie-spelers vrij zijn om te vertrekken, op individuele basis.[28] Spelers die (nog) geen nieuwe profclub gevonden hebben kunnen blijven trainen.

## Selectie in het seizoen 2025/26

### Selectie
| Nr.             | Nat.                                   | Naam                   | Contract        | Geboortedatum     | Seizoen         | Vorige club              | Debuut Vitesse   |
| Doelverdediging | Doelverdediging                        | Doelverdediging        | Doelverdediging | Doelverdediging   | Doelverdediging | Doelverdediging          | Doelverdediging  |
| --------------- | -------------------------------------- | ---------------------- | --------------- | ----------------- | --------------- | ------------------------ | ---------------- |
| 01              | Vlag van Nederland                     | Tom Bramel             | 2026            | 24 juli 2005      | 3e              | Vitesse Voetbal Academie | 9 augustus 2024  |
| 43              | Vlag van Nederland                     | Jayden Siecker         | ?               | 30 augustus 2005  | 2e              | Vitesse Voetbal Academie | –                |
| Verdediging     |                                        |                        |                 |                   |                 |                          |                  |
| 02              | Vlag van Nederland                     | Mees Kreekels          | 2026            | 1 november 2001   | 2e              | Helmond Sport            | 9 augustus 2024  |
| 03              | Vlag van Nederland                     | Giovanni van Zwam      | 2026            | 2 januari 2004    | 3e              | Vitesse Voetbal Academie | 19 augustus 2023 |
| 05              | Vlag van Nederland                     | Justin Bakker          | 2026            | 3 maart 1998      | 2e              | Kuopion Palloseura       | 9 augustus 2024  |
| 06              | Vlag van Nederland                     | Loek Postma            | 2026            | 5 maart 2003      | 2e              | AZ                       | 16 augustus 2024 |
| 17              | Vlag van Kosovo · Vlag van Duitsland   | Valon Zumberi          | 2027            | 24 november 2002  | 1e              | Hamburger SV             | –                |
| 22              | Vlag van Nederland                     | Mats Egbring           | 2027            | 17 september 2006 | 3e              | Vitesse Voetbal Academie | 19 augustus 2023 |
| 28              | Vlag van Nederland                     | Alexander Büttner      | 2026            | 11 februari 1989  | 10e             | De Graafschap            | 15 maart 2008    |
| 31              | Vlag van Nederland                     | Xiamaro Thenu          | ?               | 22 oktober 2004   | 2e              | Vitesse Voetbal Academie | –                |
| 55              | Vlag van Nederland                     | Marcus Steffen         | 2028            | 1 februari 2003   | 3e              | Vitesse Voetbal Academie | 22 mei 2022      |
| 0?              | Vlag van Nederland                     | Hugo Lacroix           | 2027            | 16 januari 2006   | 1e              | Go Ahead Eagles          | –                |
| Middenveld      |                                        |                        |                 |                   |                 |                          |                  |
| 08              | Vlag van Egypte · Vlag van Duitsland   | Moustafa Moustafa      | 2027            | 15 februari 2004  | 1e              | Borussia Mönchengladbach | –                |
| 09              | Vlag van Nederland                     | Bas Huisman            | 2026            | 9 mei 2005        | 2e              | Vitesse Voetbal Academie | 18 oktober 2024  |
| 10              | Vlag van Georgië · Vlag van Nederland  | Irakli Yegoian         | 2026            | 19 maart 2004     | 2e              | FC Twente                | 9 augustus 2024  |
| 18              | Vlag van Nederland                     | Jim Koller             | 2027            | 31 maart 2007     | 2e              | Vitesse Voetbal Academie | 30 augustus 2024 |
| 21              | Vlag van Duitsland · Vlag van Brazilië | Ricardo-Felipe Schwarz | 2027            | 30 januari 2004   | 1e              | Werder Bremen            | –                |
| 25              | Vlag van Nederland                     | Adam Tahaui            | 2027            | 21 juli 2005      | 2e              | Vitesse Voetbal Academie | 9 augustus 2024  |
| 34              | Vlag van Nederland · Vlag van Marokko  | Anass Zarrouk          | 2027            | 18 juli 2006      | 2e              | Vitesse Voetbal Academie | 22 november 2024 |
| Aanval          |                                        |                        |                 |                   |                 |                          |                  |
| 07              | Vlag van Nederland                     | Dillon Hoogewerf       | 2026            | 27 februari 2003  | 2e              | Borussia Mönchengladbach | 16 augustus 2024 |
| 19              | Vlag van Nederland                     | Andy Visser            | 2026            | 22 september 2004 | 3e              | Vitesse Voetbal Academie | 21 december 2023 |
| 36              | Vlag van Nederland                     | Nino Zonneveld         | 2026            | 6 december 2005   | 2e              | Vitesse Voetbal Academie | 22 november 2024 |

### Mutaties

#### Aangetrokken in de zomer
| Speler                     | Vorige club              | Contract                |
| -------------------------- | ------------------------ | ----------------------- |
| Hugo Lacroix               | Go Ahead Eagles          | 2027                    |
| Moustafa (Ashraf) Moustafa | Borussia Mönchengladbach | 2027 (optie +1 seizoen) |
| Ricardo-Felipe Schwarz     | Werder Bremen            | 2027 (optie +1 seizoen) |
| Valon Zumberi              | Hamburger SV             | 2027 (optie +1 seizoen) |

#### Vertrokken in de zomer
| Speler                 | Nieuwe club         | Mutatietype                              |
| ---------------------- | ------------------- | ---------------------------------------- |
| Enzo Cornelisse        | Almere City FC      | Einde contract                           |
| Michael Dokunmu        | N.n.b.              | Einde contract                           |
| Simon van Duivenbooden | Cape Town City FC   | Einde contract                           |
| Tomislav Gudelj        | NK Croatia Zmijavci | Contract ontbonden                       |
| Theodosis Macheras     | AEK Athene          | Einde huurperiode                        |
| Sil Milder             | TOP Oss             | Einde contract                           |
| Roan van der Plaat     | N.n.b.              | Einde contract                           |
| Gyan de Regt           | Excelsior Rotterdam | Einde contract                           |
| Naygiro Sambo          | N.n.b.              | Einde contract                           |
| Mikki van Sas          | Feyenoord           | Einde huurperiode                        |
| Mathijs Tielemans      | Excelsior Rotterdam | Transfer (koopoptie bij verhuur gelicht) |
| Angelos Tsingaras      | Benevento Calcio    | Einde contract                           |

#### Contractverlenging
| Speler         | Contract oud             | Contract nieuw          |
| -------------- | ------------------------ | ----------------------- |
| Aykan Soykan   | Vitesse Voetbal Academie | 2028                    |
| Koen te Veluwe | Vitesse Voetbal Academie | 2027 (optie +1 seizoen) |
| Nino Zonneveld | Vitesse Voetbal Academie | 2026 (optie +1 seizoen) |

## Wedstrijden

### Oefenwedstrijden
| dinsdag 8 juli 2025, 19:00                                                         | Vitesse                        | 2–1 (0–1) | Kaizer Chiefs | Opstelling Vitesse | Opstelling Kaizer Chiefs |  |
| Stadion: Sportveld Driel, Driel Toeschouwers: 2.000 (uitverkocht) Arbiter: Lensink | Solomons 47' (e.d.) Visser 74' |           | 34' Frosler   | Bramel 46' ( Wentges), Egbring 46' ( Thenu), Zumberi 46' ( Postma ), Van Zwam 46' ( Bakker), Büttner 46' ( Kreekels), Koller 46' ( Visser), Yegoian 46' ( Zonneveld), Schwarz 46' ( Zarrouk), Moustafa 46' ( Tahaui), Huisman 46' ( Van der Leij), Hoogewerf 60' ( Berden) | Petersen 46' ( Bvuma), Monyane 46' ( Solomons), Miguel 46' ( Kwinika), McCarthy 46' ( Cross), Frosler 46' ( Shinga), Vilakazi 46' ( Sirino), Mthethwa 46' ( Zwane), Cele 46' ( Matlou), Ngcobo 46' ( Chislett), Shabalala 46' ( Du Preez), Da Silva 46' ( Morris) RESERVEBANK: ' ( Mabaso) ' ( Hlongwane) |  |
| Stadion: Sportveld Driel, Driel Toeschouwers: 2.000 (uitverkocht) Arbiter: Lensink |                                |           |               | Bramel 46' ( Wentges), Egbring 46' ( Thenu), Zumberi 46' ( Postma ), Van Zwam 46' ( Bakker), Büttner 46' ( Kreekels), Koller 46' ( Visser), Yegoian 46' ( Zonneveld), Schwarz 46' ( Zarrouk), Moustafa 46' ( Tahaui), Huisman 46' ( Van der Leij), Hoogewerf 60' ( Berden) | Petersen 46' ( Bvuma), Monyane 46' ( Solomons), Miguel 46' ( Kwinika), McCarthy 46' ( Cross), Frosler 46' ( Shinga), Vilakazi 46' ( Sirino), Mthethwa 46' ( Zwane), Cele 46' ( Matlou), Ngcobo 46' ( Chislett), Shabalala 46' ( Du Preez), Da Silva 46' ( Morris) RESERVEBANK: ' ( Mabaso) ' ( Hlongwane) |  |
| Stadion: Sportveld Driel, Driel Toeschouwers: 2.000 (uitverkocht) Arbiter: Lensink |                                |           |               | Bramel 46' ( Wentges), Egbring 46' ( Thenu), Zumberi 46' ( Postma ), Van Zwam 46' ( Bakker), Büttner 46' ( Kreekels), Koller 46' ( Visser), Yegoian 46' ( Zonneveld), Schwarz 46' ( Zarrouk), Moustafa 46' ( Tahaui), Huisman 46' ( Van der Leij), Hoogewerf 60' ( Berden) | Petersen 46' ( Bvuma), Monyane 46' ( Solomons), Miguel 46' ( Kwinika), McCarthy 46' ( Cross), Frosler 46' ( Shinga), Vilakazi 46' ( Sirino), Mthethwa 46' ( Zwane), Cele 46' ( Matlou), Ngcobo 46' ( Chislett), Shabalala 46' ( Du Preez), Da Silva 46' ( Morris) RESERVEBANK: ' ( Mabaso) ' ( Hlongwane) |  |
| Bijz.: Berden, Wentges op proef                                                    |                                |           |               | | |  |

| zaterdag 12 juli 2025, 15:30                                               | SV Rödinghausen | 0–0 (0–0) | Vitesse | Opstelling SV Rödinghausen                                                                       | Opstelling Vitesse |  |
| Stadion: Häcker-Wiehenstadion, Rödinghausen Toeschouwers: 175 Arbiter: Voß |                 |           |         | Niemann, Miftaraj, Szeleschus, Schwermann, Bauer, Rohlfing, Tia, Breuer, Reutter, Kuhlmann, Köse | Bramel 75' ( Siecker), Kreekels 46' ( Egbring ), Van Zwam 46' ( Bakker), Postma 46' ( Zumberi), Büttner 46' ( Thenu), Moustafa 46' ( Schwarz), Yegoian 46' ( Zarrouk), Koller 46' ( Hoogewerf), Van Mullem 46' ( Huisman), Visser 46' ( Zonneveld), Van der Leij 46' ( Van der Heijden) |  |
| Stadion: Häcker-Wiehenstadion, Rödinghausen Toeschouwers: 175 Arbiter: Voß |                 |           |         | Niemann, Miftaraj, Szeleschus, Schwermann, Bauer, Rohlfing, Tia, Breuer, Reutter, Kuhlmann, Köse | Bramel 75' ( Siecker), Kreekels 46' ( Egbring ), Van Zwam 46' ( Bakker), Postma 46' ( Zumberi), Büttner 46' ( Thenu), Moustafa 46' ( Schwarz), Yegoian 46' ( Zarrouk), Koller 46' ( Hoogewerf), Van Mullem 46' ( Huisman), Visser 46' ( Zonneveld), Van der Leij 46' ( Van der Heijden) |  |
| Stadion: Häcker-Wiehenstadion, Rödinghausen Toeschouwers: 175 Arbiter: Voß |                 |           |         | Niemann, Miftaraj, Szeleschus, Schwermann, Bauer, Rohlfing, Tia, Breuer, Reutter, Kuhlmann, Köse | Bramel 75' ( Siecker), Kreekels 46' ( Egbring ), Van Zwam 46' ( Bakker), Postma 46' ( Zumberi), Büttner 46' ( Thenu), Moustafa 46' ( Schwarz), Yegoian 46' ( Zarrouk), Koller 46' ( Hoogewerf), Van Mullem 46' ( Huisman), Visser 46' ( Zonneveld), Van der Leij 46' ( Van der Heijden) |  |
| Bijz.: Van Mullem op proef                                                 |                 |           |         |                                                                                                  | |  |

| woensdag 16 juli 2025, 15:00                                          | Vitesse                            | 4–1 (3–0) | RSCA Futures | Opstelling Vitesse | Opstelling RSCA Futures |  |
| Stadion: Sportcentrum Papendal, Arnhem Toeschouwers: - Arbiter: Loois | NN ?' (e.d.) Zumberi ?' Yegoian ?' |           | ?' NN        | Bramel 80' ( Tsankov), Kreekels, Zumberi 75' ( Bakker), Postma, Büttner 72' ( De Beer), Schwarz, Tahaui 72' ( Marschalk), Koller, Yegoian, Huisman, Visser RESERVEBANK: ' ( Unsöld) | NN                      |  |
| Stadion: Sportcentrum Papendal, Arnhem Toeschouwers: - Arbiter: Loois |                                    |           |              | Bramel 80' ( Tsankov), Kreekels, Zumberi 75' ( Bakker), Postma, Büttner 72' ( De Beer), Schwarz, Tahaui 72' ( Marschalk), Koller, Yegoian, Huisman, Visser RESERVEBANK: ' ( Unsöld) | NN                      |  |
| Stadion: Sportcentrum Papendal, Arnhem Toeschouwers: - Arbiter: Loois |                                    |           |              | Bramel 80' ( Tsankov), Kreekels, Zumberi 75' ( Bakker), Postma, Büttner 72' ( De Beer), Schwarz, Tahaui 72' ( Marschalk), Koller, Yegoian, Huisman, Visser RESERVEBANK: ' ( Unsöld) | NN                      |  |
| Bijz.: Besloten oefenduel; Unsöld op proef                            |                                    |           |              | |                         |  |

| zondag 20 juli 2025, 15:00                                                                   | MASV | 0–5 (0–3) | Vitesse                                          | Opstelling MASV | Opstelling Vitesse |  |
| Stadion: Sportpark Malburgen-West, Arnhem Toeschouwers: 1.500 (uitverkocht) Arbiter: Verhart |      |           | 35' 45' Zonneveld 41' 88' Hoogewerf 85' Van Zwam | NN              | Tsankov 46' ( Siecker), Thenu 81' ( Bakker), Achouitar 81' ( Van der Heijden), Van Zwam , De Beer, Moustafa, Zarrouk 71' ( Marschalk), Hoogewerf, Zonneveld 81' ( Lacroix), Van der Leij, Unsöld 46' ( Martina) |  |
| Stadion: Sportpark Malburgen-West, Arnhem Toeschouwers: 1.500 (uitverkocht) Arbiter: Verhart |      |           |                                                  | NN              | Tsankov 46' ( Siecker), Thenu 81' ( Bakker), Achouitar 81' ( Van der Heijden), Van Zwam , De Beer, Moustafa, Zarrouk 71' ( Marschalk), Hoogewerf, Zonneveld 81' ( Lacroix), Van der Leij, Unsöld 46' ( Martina) |  |
| Stadion: Sportpark Malburgen-West, Arnhem Toeschouwers: 1.500 (uitverkocht) Arbiter: Verhart |      |           |                                                  | NN              | Tsankov 46' ( Siecker), Thenu 81' ( Bakker), Achouitar 81' ( Van der Heijden), Van Zwam , De Beer, Moustafa, Zarrouk 71' ( Marschalk), Hoogewerf, Zonneveld 81' ( Lacroix), Van der Leij, Unsöld 46' ( Martina) |  |
| Bijz.: Martina en Unsöld op proef                                                            |      |           |                                                  |                 | |  |

| zaterdag 26 juli 2025, 14:00                                    | SV Wehen Wiesbaden                         | 4–0 (4–0) | Vitesse | Opstelling SV Wehen Wiesbaden | Opstelling Vitesse |  |
| Stadion: Brita-Arena, Wiesbaden Toeschouwers: 1.727 Arbiter: NN | Gillekens 13' Flotho 37' 42' Schleimer 44' |           |         | Stritzel, Mockenhaupt, Gillekens 75' ( Neubert), Janitzek 62' ( Luckeneder), May 62' ( Greilinger), Gözüsirin 62' ( Nejad), Kiomourtzoglou 83' ( Wegmann), Bogićević 75' ( El Ouarti), Johansson 62' ( Becker), Flotho 46' ( Agrafiotis), Schleimer 75' ( Franjić) RESERVEBANK: Brdar | Bramel 62' ( Brüll), Kreekels 46' ( Egbring), Van Zwam 75' ( Zarrouk), Postma 46' ( Zumberi), Büttner 62' ( Thenu), Van Mullem 62' ( Schwarz), Moustafa 46' ( Tahaui 62' ( Koller)), Yegoian 75' ( Achouitar), Hoogewerf, Van der Leij 62' ( Unsöld), Visser 46' ( Huisman) RESERVEBANK: Tsankov |  |
| Stadion: Brita-Arena, Wiesbaden Toeschouwers: 1.727 Arbiter: NN |                                            |           |         | Stritzel, Mockenhaupt, Gillekens 75' ( Neubert), Janitzek 62' ( Luckeneder), May 62' ( Greilinger), Gözüsirin 62' ( Nejad), Kiomourtzoglou 83' ( Wegmann), Bogićević 75' ( El Ouarti), Johansson 62' ( Becker), Flotho 46' ( Agrafiotis), Schleimer 75' ( Franjić) RESERVEBANK: Brdar | Bramel 62' ( Brüll), Kreekels 46' ( Egbring), Van Zwam 75' ( Zarrouk), Postma 46' ( Zumberi), Büttner 62' ( Thenu), Van Mullem 62' ( Schwarz), Moustafa 46' ( Tahaui 62' ( Koller)), Yegoian 75' ( Achouitar), Hoogewerf, Van der Leij 62' ( Unsöld), Visser 46' ( Huisman) RESERVEBANK: Tsankov |  |
| Stadion: Brita-Arena, Wiesbaden Toeschouwers: 1.727 Arbiter: NN |                                            |           |         | Stritzel, Mockenhaupt, Gillekens 75' ( Neubert), Janitzek 62' ( Luckeneder), May 62' ( Greilinger), Gözüsirin 62' ( Nejad), Kiomourtzoglou 83' ( Wegmann), Bogićević 75' ( El Ouarti), Johansson 62' ( Becker), Flotho 46' ( Agrafiotis), Schleimer 75' ( Franjić) RESERVEBANK: Brdar | Bramel 62' ( Brüll), Kreekels 46' ( Egbring), Van Zwam 75' ( Zarrouk), Postma 46' ( Zumberi), Büttner 62' ( Thenu), Van Mullem 62' ( Schwarz), Moustafa 46' ( Tahaui 62' ( Koller)), Yegoian 75' ( Achouitar), Hoogewerf, Van der Leij 62' ( Unsöld), Visser 46' ( Huisman) RESERVEBANK: Tsankov |  |
| Bijz.: Brüll, Van Mullem, Unsöld op proef                       |                                            |           |         | | |  |

| zondag 3 augustus 2025, 15:30                                      | 1. FC Köln                                             | 7–4 (3–3) | Vitesse                                               | Opstelling 1. FC Köln | Opstelling Vitesse |  |
| Stadion: RheinEnergieSportpark, Keulen Arbiter: NN                 | Kamiński 53' 54' Maina 60' Ache 74' 76' 83' Rondić 92' |           | 9' Hoogewerf 23' Yegoian 40' Van der Leij 62' Steffen | Schwäbe 61' ( Zieler), Sebulonsen 61' ( Schmied), Hübers 61' ( Krauß), Paçarada 61' ( Heintz), Thielmann 61' ( Gazibegović), Jóhannesson 61' ( Huseinbašić), Martel 61' ( Tigges), Maina 61' ( Kainz), Kamiński 61' ( El Mala), Waldschmidt 61' ( Rondić), Bülter 61' ( Ache) | Bramel, Kreekels, Van Zwam, Büttner , Van der Leij, Steffen, Unsöld, Yegoian, Zonneveld, Huisman, Achouitar, Hoogewerf, Zumberi RESERVEBANK: (overige) wissels, bank NN |  |
| Stadion: RheinEnergieSportpark, Keulen Arbiter: NN                 |                                                        |           |                                                       | Schwäbe 61' ( Zieler), Sebulonsen 61' ( Schmied), Hübers 61' ( Krauß), Paçarada 61' ( Heintz), Thielmann 61' ( Gazibegović), Jóhannesson 61' ( Huseinbašić), Martel 61' ( Tigges), Maina 61' ( Kainz), Kamiński 61' ( El Mala), Waldschmidt 61' ( Rondić), Bülter 61' ( Ache) | Bramel, Kreekels, Van Zwam, Büttner , Van der Leij, Steffen, Unsöld, Yegoian, Zonneveld, Huisman, Achouitar, Hoogewerf, Zumberi RESERVEBANK: (overige) wissels, bank NN |  |
| Stadion: RheinEnergieSportpark, Keulen Arbiter: NN                 |                                                        |           |                                                       | Schwäbe 61' ( Zieler), Sebulonsen 61' ( Schmied), Hübers 61' ( Krauß), Paçarada 61' ( Heintz), Thielmann 61' ( Gazibegović), Jóhannesson 61' ( Huseinbašić), Martel 61' ( Tigges), Maina 61' ( Kainz), Kamiński 61' ( El Mala), Waldschmidt 61' ( Rondić), Bülter 61' ( Ache) | Bramel, Kreekels, Van Zwam, Büttner , Van der Leij, Steffen, Unsöld, Yegoian, Zonneveld, Huisman, Achouitar, Hoogewerf, Zumberi RESERVEBANK: (overige) wissels, bank NN |  |
| Bijz.: 120 minuten oefenduel, viermaal 30 minuten; Unsöld op proef |                                                        |           |                                                       | | |  |